# Уанг Лили
Уанг Лили е китайски баскетболист. Тя е роден 8 септември 1992 г. в Китай. Учила е в Пекинския университет. Тя се състезава на летните олимпийски игри през 2020 г. Нейният отбор зае 3-то място.